# Kollege Otto – Die Coop-Affäre
Kollege Otto – Die Coop-Affäre ist ein Fernsehfilm aus dem Jahre 1991, der den co-op-Skandal thematisch aufarbeitet. Der vom NDR und WDR in Auftrag gegebene Film hatte seine Erstausstrahlung am 12. Juni 1991 um 20:15 Uhr im Ersten.

## Produktion
Der Dokumentar- und zugleich Spielfilm beinhaltet geschauspielerte Szenen, die den Skandal darstellen sowie Interviews mit mehreren involvierten Personen, die den Niedergang der co op AG hinterleuchten sollen. Eine ursprüngliche geplante Zusammenarbeit zwischen dem Regisseur Henrich Breloer und der Hauptperson Bernd Otto kam aufgrund der Festnahme Ottos am Flughafen Frankfurt am Main nicht zustande. Otto selbst kommt im Film in schriftlichen Aussagen zu Wort, die aus einer Korrespondenz der beiden während Ottos Zeit in Untersuchungshaft stammten. Auch der involvierte Alfons Lappas willigte ein, sich im Film zum Skandal zu äußern, unter der Voraussetzung, die ihn betreffenden, geschauspielerten Szenen im Film sehen zu können. Der ehemalige DGB-Chef Heinz Oskar Vetter äußerte sich in dem Film zum Zerfall des Unternehmens, es war das letzte Interview vor seinem Tod.
Insgesamt interviewte Breloer rund 60 Personen, die als Funktionäre in den Gewerkschaften oder als Mitarbeiter der co op AG einst tätig waren, darunter auch:
- Friedhelm Farthmann, von 1975 bis 1985 Minister für Arbeit, Gesundheit und Soziales des Landes Nordrhein-Westfalen und
- Lore Lowey, ehemalige Betriebsrätin, die dem co op-Aufsichtsrat angehörte.[6][7]
- Richard Klein, ehemaliger Betriebsrat[5]
- Armin Peter, ehemaliger Pressesprecher
- Wilhelm Kaltenborn, ehemaliger Leiter des Sekretariats der NH-Geschäftsführung

Die im Supermarkt spielenden Szenen entstanden in einer ehemaligen co op-Filiale in Hamburg. Es kommen Requisiten und Mobiliar aus dem ehemaligen Büro Ottos zum Einsatz. Die Produktionskosten beliefen sich auf weniger als eine Million Mark.

## Auszeichnungen
- Adolf-Grimme-Preis 1992; Adolf-Grimme-Preis mit Gold
  - Heinrich Breloer: Buch und Regie
  - Rainer Hunold: Schauspielerische Leistung
  - Monika Bednarz-Rauschenbach: Schnitt
- Bayerischer Filmpreis 1991[5]
- Ernst-Schneider-Preis 1992[8]
  - Film: Wirtschaft in der Unterhaltung
- Goldener Gong 1991[5]
  - Heinrich Breloer

## Rezension
Ute Thon von der taz rezensierte:

„Zweifellos ist Kollege Otto ein wichtiges Zeitdokument, das bei der Beleuchtung der coop-Affäre wichtige Erkenntnisse über die Strukturen gewerkschaftlicher Unternehmensführung auf den Bildschirm bringt. Darüber hinaus ist Breloers Dokumentarspiel vor allem eine Hommage an den kriminalistischen Spürsinn der 'Spiegel‘-Rechercheure, die mit ihren Enthüllungen den Stein ins Rollen brachten. Der „Wirtschaftskrimi“, dessen Stoff sie lieferten, muß noch gedreht werden.“

## Website
- Kollege Otto – Die Coop-Affäre bei IMDb